# Vera Velitchkina
Vera Mikhaïlovna Velitchkina, de son nom de mariage Bontch-Brouïevitch (russe : Вера Михайловна Величкина (Бонч-Бруевич), née le 20 septembre 1868 à Moscou et morte le 30 septembre 1918 dans la même ville, est une révolutionnaire et femme politique russe et soviétique, bolchévique, médecin, écrivaine, traductrice, critique, première femme de Vladimir Bontch-Brouïevitch.

## Biographie

### Jeunesse, études et engagement social
Vera Velitchkina est née le 8 septembre 1868 (20 septembre dans le calendrier grégorien) à Moscou. Son père est prêtre, et elle a 12 frères et sœurs. Elle termine ses études secondaires au 1er lycée de jeunes filles de Moscou en 1885, et est auditrice cette même année des cours pédagogiques qu'elle abandonne finalement pour étudier les sciences naturelles à son domicile,.
Son engagement social débute pendant la famine russe de 1891-1892. Elle participe dans le gouvernement de Riazan à des centres d'aide aux victimes de la famine, organisés par Léon Tolstoï, qu'elle rencontre alors, et avec lequel elle correspondra ensuite. Elle publiera également ses souvenirs de cette période dans Le Contemporain. Elle est fortement influencée par ses idées, lit beaucoup, notamment les narodniki Piotr Lavrov et Nikolaï Mikhaïlovski,.  
Elle se rend en Suisse en 1892, et commence des études aux facultés de médecine de Berne et de Zurich. Elle fréquente étroitement différents groupes d'émigrés. Elle est en relation avec le Fonds de la presse russe libre, sis à Londres, qui publie ses études sur l'arrestation et la mort de l'enseignant Evdokim Nikititch Drojjine et sur les persécutions des Doukhobors[réf. nécessaire].   
Repérée par la police pour ses relations révolutionnaires, elle est mise sous surveillance policière secrète lors de son séjour à Moscou, l'été 1894. Elle est arrêtée à la gare, à son départ, le 3 octobre. Une perquisition au domicile des Velitchkini dans la nuit du 4 octobre débouche sur la saisie de littérature européenne et sur l'arrestation de M. Sytsianko-Ospolov, membre de l'organisation clandestine Droit du peuple (ru), caché chez eux[réf. nécessaire]. Vera est alors poursuivie avec son frère Nikolaï et sa sœur Klavdia dans l'instruction du dossier des membres de l'organisation, Nikolaï Flerov (ru) et Sytsianko-Ospolov[réf. nécessaire]. Elle est détenue jusqu'au 12 décembre 1894, mais l'enquête engagée à son encontre sur le fondement du manifeste du 12 décembre 1894 est classée, à la suite d'une amnistie.      
Après la prison, elle vit dans le gouvernement de Voronej, de l'automne 1895 au printemps 1896, où elle a une activité d'aide médecin et d'éducation culturelle auprès des paysans. Elle revient régulièrement à Moscou, où elle participe au cercle social-démocrate de Kolokolnikov. Elle rencontre alors Vladimir Bontch-Brouïevitch, qu'elle épouse. De 1896 à 1898 elle achève ses études médicales à l'université de Berne, où elle obtient le titre de médecin. Elle exerce ensuite dans une clinique pédiatrique.         
En 1899-1900, elle part pour le Canada avec son mari sur un paquebot d'émigrants Doukhobors, auquel elle apporte une aide médicale. Le paquebot, le Lake Huron, est affrété à la suite d'une campagne lancée par Léon Tolstoï. Elle reste 13 mois avec les émigrants, les aidant à leur installation administrativement et en tant que médecin. Elle publie les « Lettres du Canada » relatant cette période dans la revue Les Nouvelles russes,,.

### Activité éditoriale et politique jusqu'à la révolution de 1917
Elle revient en Suisse en 1901, puis en Russie, où elle est arrêtée à la frontière pour avoir organisé une manifestation contre la répression des mouvements étudiants devant le consulat russe de Genève. Elle est libérée en janvier 1902, et repart en Suisse en mai.   
Elle a durant cette période, à l'étranger et également en Russie, une activité importante d'édition et d'écriture. Elle travaille d'abord en Suisse pour les éditions Posrednik, puis  à différents projets littéraires, et publie de nombreux articles sur des questions de politique ou d'histoire dans la revue social-démocrate L'Aube ((ru) Рассвет), sous le pseudonyme de V. Perova. À partir de 1905 elle collabore à la rédaction d'En avant (ru) et de Prolétariat ((ru) Пролетария) et traduit des œuvres de Marx et d'Engels et, en 1907, avec Vladimir Bontch-Brouïeritch, elle dirige les éditions marxistes Vie et savoir ((ru) Жизнь и Знание) à Saint-Pétersbourg. Elle est également dans les années de la réaction un des collaborateurs de l'Étoile et à la Pravda,. À la veille de la révolution russe de 1905, elle prépare pour l'impression un recueil de chansons révolutionnaires et de poésie Avant l'aube ((ru)Перед рассветом), qui est publié à la fin 1905, à Genève. Elle édite également à Saint-Pétersbourg des livres pour enfants qui rencontrent un certain succès.
Elle prend également part de façon de plus en plus active au mouvement révolutionnaire. Elle intègre d'abord en Suisse l'organisation sociale-démocrate Vie ((ru)Жизнь) qu'elle incite à se rapprocher de la ligne d'Iskra. Après la dissolution de Vie à son congrès de décembre 1902, elle rejoint la Ligue des révolutionnaires sociaux-démocrates russes à l'étranger. Lors de la scission du parti ouvrier social-démocrate de Russie à son 2e congrès (ru), à Londres, elle se range du côté des bolcheviks, et devient membre du groupe bolchévique de Genève. Elle travaille à la bibliothèque, aux archives et aux expéditions des documents de propagande du parti en Russie,.  
Elle revient en 1905 en Russie, à Saint-Pétersbourg, où elle est élue et arrêtée en même temps que les membres du soviet des députés ouvriers. Elle est libérée après plusieurs mois de prison, et continue son activité militante, notamment en assistant  la fraction social-démocrate de la Douma, et rédigeant des brochures de propagande,.                
Elle exerce à Saint-Petersbourg comme médecin, notamment auprès de La Croix-Rouge, met en place en 1907 un club de formation, La Science ((ru)Наука), poursuit des actions humanitaires, notamment en se rendant dans le Gouvernement d'Oufa pour organiser les secours et l'aide médicale aux victimes tatares et tchérémisses d'une famine. Pendant la Première Guerre mondiale, elle est pendant un an et demi médecin sur le front puis dans un camp de prisonniers. Elle est alors distinguée par une médaille de 4e degré du Ruban de Saint-Georges et par une médaille d'argent de l'Ordre de Saint-Vladimir ,.

### Pendant la révolution et la mise en place des administrations soviétiques
Après la révolution de Février, elle devient secrétaire de la rédaction des Izvestia du soviet de Petrograd, jusqu'à sa dissolution. Elle entre ensuite dans le collège de rédaction de la revue La Travailleuse. Elle est alors membre du bureau du comité du raïon de Rojdestvo du Parti ouvrier social-démocrate de Russie (bolchévik) ou POSDR(b).  
Pendant le révolution d'Octobre, elle organise à la demande de Lénine les soins aux gardes rouges blessés. Elle travaille ensuite au département médical et sanitaire du comité militaire révolutionnaire du Soviet de Petrograd. Elle s'occupe de la santé et de l'hygiène scolaire, et crée un département spécialisé au sein du commissariat du Peuple à l'Éducation. Elle met en place à Moscou en 1918 le premier centre de ressources et de méthode en matière de santé des enfants (services de médecine de prévention mobiles, dispensaires pour le traitement de la tuberculose...). Ce centre assure des premiers cours de formation continue des médecins. Elle participe également à la mise en place du commissariat du Peuple à la santé, et fait partie de son premier collège,,.
Elle contribue également à la mise en place de l'éducation physique à l'école et à la création de l'Institut de la culture physique, destiné à former les enseignants et les médecins. Elle est également à l'origine des premiers décrets sur la distribution de denrées alimentaires aux enfants en âge scolaire,.
Elle a fait partie des médecins soignant Lénine, en tant que chef du gouvernement soviétique. Elle meurt soudainement le 30 septembre 1918, de la grippe espagnole.

### Famille
Elle était mariée avec Vladimir Bontch-Brouïevitch (1873-1955), avec lequel elle a eu une fille, Ielena Bontch-Brouïevitch.

## Postérité
Une des plus vieilles bibliothèques de Russie, la bibliothèque régionale pour enfants (ru) de Rostov-sur-le-Don porte son nom. 
En octobre 1915, elle est inscrite sur la « liste des personnes tombant sous le coup de la loi de décommunisation » de l'Institut ukrainien de la mémoire nationale. 

## Publications
- (ru) Швейцария, швейцарские горы, швейцарские города и деревни [« La Suisse, les montagnes suisses, les villes et les campagnes suisses »],‎ 1898 (lire en ligne)[11] ;
- (ru) Друг детей. Рассказ о замечательном швейцарском учителе Генрихе Песталоцци [« Un ami des enfants. À propos du remarquable enseignant suisse Henrich Pestalocci »],‎ 1899 (lire en ligne) ;
- (ru) « У духоборов. Письмо из Канады » [« Auprès de Doukhobors - Lettres du Canada »], Русские Ведомости, nos 25, 135, 153, 165, 181 et 193,‎ 1900 ;
- (ru) Сборник революционных песен и стихотворений «Перед рассветом» [« Recueil de chants et de poésies révolutionnaires "avant l'aube" »], Genève,‎ 1905
- (ru) Очерки истории инквизиции [« Essai sur l'histoire de l'Inquisition »],‎ 1906 ;
- (ru) Вильгельм Вейтлинг. Биографич. очерк [« Wilhelm Vierling. Essai biographique »],‎ 1908 ;
- (ru) Систематический указатель для составления социалистических библиотек [« Index systématique pour la création des bibliothèques soviétiques »],‎ 1918 ;
- (ru) В голодный год с Львом Толстым - Воспоминания [« Dans une année de famine avec Léon Tolstoï - Souvenirs »] ;
  - Première édition : (ru) « У Л. Н. Толстого в голодный 1892 г ( в журн. «», , ), позже ряд переизданий) » [« Près de Léon Tolstoï dans la famine de 1892 »], Современник (Le contemporain), no V, 160-189,VI, 137-167, VII, 167-192,‎ 1912 ;
- (ru) сборник «Песни революции» [« Recueil "Chansons de la révolution" »], Moscou,‎ 1919.
- (ru) Жизнь и деятельность Луи Огюста Бланки [« Vie et action de Louis Auguste Blanqui »], Moscou,‎ 1920.

Ainsi que des traductions de Karl Marx, Friedrich Engels, Jules Guesdes, Paul Lafargue, Karl Kautsky, Franz Lutgenau, ainsi que des romans et récits de Wilhelm von Polenz (de), Anatole France et Peter Rosegger.